# カルロ・ポンティ
カルロ・ポンティ（Carlo Ponti, 1912年12月11日 - 2007年1月10日）は、イタリア・ロンバルディア州ミラノ県マジェンタ出身の映画プロデューサー。
ディノ・デ・ラウレンティスと並び称される大物プロデューサーとして、長年イタリア映画界に君臨し、1941年から130本以上もの作品を手がけた。
既婚者であったが、多くの仕事を手掛けた女優のソフィア・ローレンと、紆余曲折を経て1966年に結婚、2人の息子（指揮者のカルロ・ポンティ.Jrと、映画台本作家兼監督のエドアルド・ポンティ）がいる。
2007年1月10日、入院していたスイスの病院で94歳で死去した。

## 主なプロデュース作品
- ポー河の水車小屋 Il Mulino Del Po (1949)
- 白い國境線 Cuori Senza Frontiere (1950)
- ヨーロッパ一九五一年 Europa '51 (1952)
- 道 La Strada (1954)
- ユリシーズ Ulisse (1954)
- ローマの女 La Romana (1955)
- バストで勝負 La Bella Mugnaia (1955)
- 河の女 La Donna del fiume (1955)
- 鉄道員 Il Ferroviere (1956)
- 私はそんな女 That Kind Of Woman (1959)
- ふたりの女 La Ciociara (1960)
- 西部に賭ける女 Heller In Pink Tights (1960)
- バラ色の森 A Breath Of Scandal (1960)
- ローラ Lola (1961)
- 女は女である Une Femme Est Une Femme (1961)
- ボッカチオ'70 Boccaccio '70 (1962)
- いぬ Le Doulos (1963)
- 禁じられた抱擁 La Noia (1963)
- 軽蔑 Le Mépris (1963)
- 昨日・今日・明日 Ieri,Oggi,Domani (1963)
- アルトナ The Condemned Of Altona (1963)
- あゝ結婚 Matrimonio all'italiana (1964)
- レディL Lady L (1965)
- ドクトル・ジバゴ Doctor Zhivago (1965)
- ゴールデンハンター Casanova '70 (1965)
- 華麗なる殺人 La decima vittima (1965)
- 欲望 Blow-Up (1966)
- 女と将軍 La ragazza e il generale (1967)
- 恋人たちの場所 Amanti (1968)
- 砂丘 Zabriskie Point (1970)
- ひまわり I Girasoli (1970)
- ポランスキーの 欲望の館 Che? (1972)
- 悪魔のはらわた Flesh For Frankenstein (1973)
- 影なき淫獣 Torso (1973)
- さすらいの二人 Professione: reporter (1974)
- 危険なめぐり逢い La Baby Sitter (1975)
- ガンモール/おかしなギャングと可愛い女 La Pupa Del Gangster (1975)
- カサンドラ・クロス The Cassandra Crossing (1976)
- オニオン流れ者 Cry Onion (1976)
- 特別な一日 Una giornata particolare (1977)
- ふたりの女 La ciociara (1988)